# 第八十八国立銀行
第八十八国立銀行（だいはちじゅうはちこくりつぎんこう）は、明治期に岩手県一関で設立された銀行。

## 概要
1878年（明治11年）に、田村家一関藩士族らの金禄公債証書を元に設立。創業時の資本金は50万円。

## 沿革
- 1878年（明治11年）11月5日：開業免状下付、設立
- 1878年（明治11年）12月13日：西磐井郡一関町（一関市）地主町に開業
- 1896年（明治29年）11月1日：国立銀行営業満期前特別処分法により私立銀行として営業継続、第八十八銀行に改称
- 1927年（昭和2年）12月10日：盛銀行を合併
- 1938年（昭和13年）3月17日：当行及び岩手銀行(明治40－昭和13)、第九十銀行の3行合併、陸中銀行新立